# Redatelj glazbenih spotova
Redatelj glazbenih spotova jest čovjek koji se specijalizirao za izradu kratkih filmova namijenjenih nekoj pjesmi. Ti kratki filmovi nazivaju se spotovima i rabe se za promociju izvođača i glazbe. Prve glazbene spotove izrađivali su filmski redatelji. Početkom 1990-ih glazbeni spotovi postali su specijalizirano i posebno polje glazbe.

## Poznati redatelji glazbenih spotova
- Jonas Åkerlund
- Chris Applebaum
- Tim Armstrong
- Michael Bay
- Samuel Bayer
- Alan Calzatti
- Roman Coppola
- Chris Cunningham
- Jonathan Dayton and Valerie Faris
- Gregory Dark
- Shane Drake
- David Fincher
- Bill Fishman
- Jonathan Glazer
- Michel Gondry
- Phil Harder
- Joe Hahn
- Wolf Haley
- Lasse Hallström
- Hopsin
- Wayne Isham
- Michael Jackson
- Jean-Pierre Jeunet
- Adam Jones
- Spike Jonze
- Joseph Kahn
- Ray Kay
- Kevin Kerslake
- Marc Klasfeld
- David LaChapelle
- Francis Lawrence
- Jared Leto
- Little X
- The Malloys
- Anthony Mandler
- Diane Martel
- Melina Matsoukas
- McG
- Dave Meyers
- Chris Milk
- Mark Miremont
- Jean-Baptiste Mondino
- Vincent Moon
- Sophie Muller
- Jake Nava
- Doug Nichol
- Shomi Patwary
- Tony Petrossian
- Derek Pike
- Brett Ratner
- Mark Romanek
- RT!
- Stéphane Sednaoui
- Floria Sigismondi
- Scott Speer
- Robby Starbuck
- System D-128
- Colin Tilley
- Marc Webb
- Hype Williams
- Bille Woodruff
- Weird Al Yankovic

## Vanjske poveznice
- Music Video DataBase